# Vranići (Čačak)
Pour les articles homonymes, voir Vranići.
Vranići (en serbe cyrillique : Вранићи) est un village de Serbie situé sur le territoire de la Ville de Čačak, district de Moravica. Au recensement de 2011, il comptait 456 habitants.

## Démographie

### Évolution historique de la population
| 1948 | 1953 | 1961 | 1971 | 1981 | 1991 | 2002 | 2011 |
| ---- | ---- | ---- | ---- | ---- | ---- | ---- | ---- |
| 575  | 538  | 513  | 544  | 522  | 506  | 515  | 456  |

|  |